# Adolf Sobieczky
Adolf Sobieczky (2. listopadu 1854 Sremska Mitrovica – 10. dubna 1934 Baden) byl rakousko-uherský admirál. U c.k. námořnictva sloužil od roku 1871, zúčastnil se několika zaoceánských plaveb a také expedice do oblasti Arktidy. Později byl velitelem několika válečných lodí a zastával funkce v námořní administraci, nakonec byl ředitelem Hydrografického úřadu v Pule (1908–1911). Po odchodu do výslužby obdržel hodnost viceadmirála (1912).

## Životopis

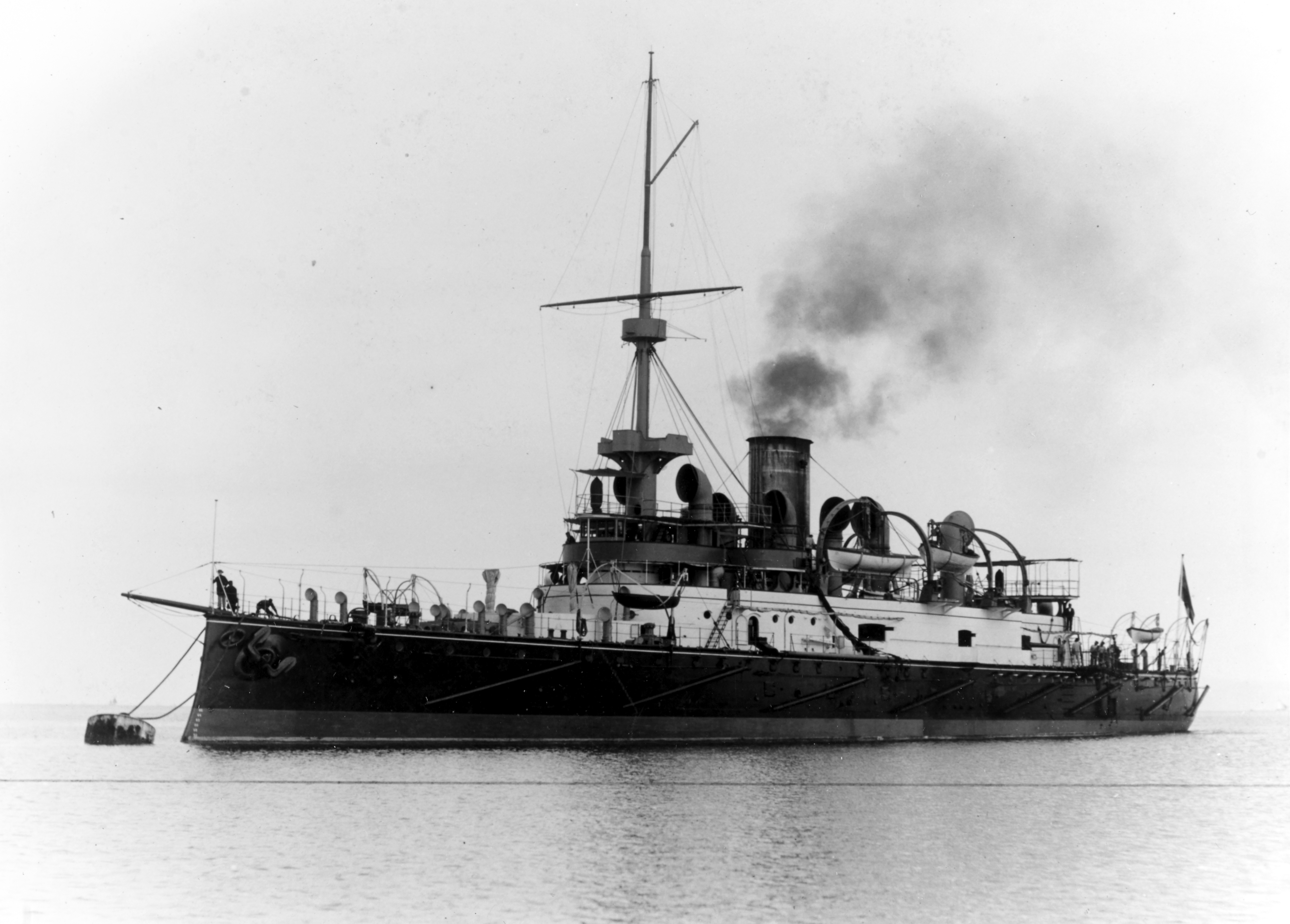
SMS Wien, vlajková loď Adolfa Sobieczkyho v roce 1904

Byl synem Ludwiga Sobieczkyho (1813–1870), c. k. podplukovníka v auditorní službě. Studoval na gymnáziu a v roce 1871 jako kadet vstoupil k námořnictvu. Doplnil si vzdělání na výcvikových lodích a u Hydrografického úřadu v Pule a v roce 1877 získal hodnost praporčíka. Na lodi SMS Pola se v letech 1882–1883 zúčastnil expedice k ostrovu Jan Mayen zaměřené mimo jiné na meteorologická pozorování. Své poznatky Sobieczky později publikoval v odborných časopisech. V hodnosti poručíka II. třídy (1884) absolvoval v letech 1885–1886 cestu do Karibiku jako navigační důstojník na korvetě SMS Zrínyi. Kromě služby na dalších lodích působil mimo jiné u Hydrografického úřadu v Pule (1886–1888) a v roce 1888 byl povýšen na poručíka I. třídy. Sloužil mimo jiné na výcvikových lodích a v roce 1896 byl prvním důstojníkem na obrněné lodi SMS Kronprinzessin Erzherzogin Stephanie.
Dne 1. listopadu 1897 byl povýšen na korvetního kapitána s přidělením pozice prvního důstojníka na výcvikové lodi SMS Radetzky a v letech 1899–1902 byl přednostou VII. oddělení u Námořního technického výboru. Mezitím byl krátce velitelem křižníků SMS Panther a SMS Tiger a k datu 1. května 1900 obdržel hodnost fregatního kapitána.
Od roku 1903 sloužil u sborového námořního velitelství v Pule a v roce 1904 byl krátce velitelem bitevní lodi SMS Wien. V hodnosti kapitána řadové lodi (1. listopadu 1904) byl v roce 1905 přednostou námořní zpravodajské služby a v letech 1905–1907 velitelem výcvikové lodi SMS Radetzky. V letech 1907–1908 byl zástupcem prezidenta Námořního technického výboru a v březnu 1908 byl povolán do čela Hydrografického úřadu v Pule. K datu 1. května 1908 získal hodnost kontradmirála. Ve funkci ředitele Hydrografického úřadu setrval do září 1911, kdy byl bez bližšího zařazení přeložen k námořnímu sborovému velitelství v Pule. K datu 1. prosince 1911 byl penzionován  a o dva měsíce později již mimo aktivní službu dosáhl hodnosti viceadmirála (10. ledna 1912).
Po odchodu do výslužby se usadil ve Vídni, později v Badenu a jako člen různých spolků se nadále zúčastňoval veřejného života i po rozpadu monarchie. Zemřel v Badenu u Vídně 10. dubna 1934 ve věku nedožitých osmdesáti let a pohřben byl na hřbitově ve vídeňské čtvrti Grinzig v hrobce Potierů des Eschelles, která patřila rodině jeho manželky. 
V roce 1890 se ve Vídni oženil s baronkou Adelou Potierovou des Eschelles (1866–1969, to není překlep, fakt se dožila 103 let), dcerou důstojníka a vojenského spisovatele Rudolfa Potiera des Eschelles (1836–1912). Z manželství se narodily dvě dcery, Helga a Sigrid. 

## Tituly a ocenění
Vzhledem k účasti na expedici do severního Atlantiku byl od roku 1884 korespondenčním členem C. k. zeměpisné společnosti ve Vídni. Od roku 1911 byl členem Rakouské společnosti pro podporu lodní dopravy (Österreichischen Flottenverein) a v roce 1924 se stal zakládajícím členem Rakouského námořního spolku (Österreichischen Marineverbands). Během služby u námořnictva získal několik vyznamenání.
- rytířský kříž Řádu Františka Josefa (1883)
- Vojenská záslužná medaile (1893)
- Služební odznak pro důstojníky III. třídy (1896)
- Jubilejní pamětní medaile (1898)
- Vojenský záslužný kříž (1905)
- Vojenský jubilejní kříž (1908)
- rytířský kříž Leopoldova řádu (1911)
- Služební odznak pro důstojníky (1912)